# إيديفالدو دي فريتاس
إيديفالدو دي فريتاس (بالبرتغالية: Edevaldo de Freitas‏) (مواليد 28 يناير 1958) هو لاعب كرة قدم. يلعب مع منتخب البرازيل لكرة القدم. سبق له أن لعب في كأس العالم لكرة القدم مع منتخب بلاده.

## روابط خارجية
- إيديفالدو دي فريتاس على موقع الاتحاد الدولي (مؤرشف)  (الإنجليزية)
- إيديفالدو دي فريتاس على موقع قاعدة بيانات كرة القدم.إي يو (الإنجليزية)
- إيديفالدو دي فريتاس على موقع ناشيونال فوتبول تيمز (الإنجليزية)
- إيديفالدو دي فريتاس على موقع Soccerway.com (الإنجليزية)